# Пельпор, Дмитрий Сергеевич
Дми́трий Серге́евич Пельпо́р (22 января 1917 — 30 августа 1996) — учёный в сфере разработки систем автоматического управления, гироскопической стабилизации и навигации. Доктор технических наук, профессор.

## Биография

Могила Пельпора на Миусском кладбище Москвы.

Дмитрий Сергеевич Пельпор родился в Москве 22 января 1917 года (хотя в анкетах он указывал 1916 год) в семье военнослужащего Пельпора Сергея Евгеньевича и художницы Шевцовой Веры Владимировны. Дмитрий Сергеевич — выходец из старинного французского рода маркизов де Пельпор, один из представителей которого, маркиз Луи де Ла Фит де Пельпор, во время войны с Наполеоном (1812—1813 гг.) под Витебском был ранен и попал в плен, а после освобождения остался в России. Дед Дмитрия получил звание потомственного почетного гражданина г. Москвы. Отец Дмитрия в 1916 году окончил Московский университет и был призван в царскую армию, где и прослужил до 1917 года в чине прапорщика. После революции работал ученым-секретарем ВСНХ СССР, в гражданскую войну служил командиром РККА, а с 1926 года работал доцентом кафедры химии во Всесоюзной Промышленной Академии им. Сталина. С 1941 года доцент кафедры химии в экономическом институте. Мать с 1915 по 1921 годы работала учительницей в Народном Доме им. Чернышевского, в детской колонии. До 1925 года преподавала в Институте охраны труда, а позже работала художником оформителем в ГОРОНО. С 1941 года счетный работник на заводе «Большевик».
Д. С. Пельпор в 1931 году окончил школу-семилетку. В 1933 году окончил курсы подготовки во ВТУЗ им. Пилютина и поступил в КМММИ им. Баумана (Краснознаменный Московский механико-машиностроительный институт им. Баумана). Перед поступлением в институт Дмитрию Сергеевичу пришлось отказаться от приставки «де» в своей фамилии. Окончил с отличием Московский механико-машиностроительный институт им. Н. Э. Баумана (в марте 1939) по специальности инженер-механик (профиль — «точная механика»).
Ещё во время учёбы, в сентябре 1938 года поступил на работу в ЦАГИ инженером-конструктором 10-й лаборатории, откуда в августе 1940 года был переведен в НИИ-12 НКАП старшим инженером-исследователем. В первые годы своей трудовой деятельности Дмитрий Сергеевич стал заниматься вопросами ориентации летательных аппаратов и исследованиями в области гироскопии. Из воспоминаний о своих студенческих годах Валерия Александровича Матвеева, доктора технических наук, профессора, заведующего кафедрой в МГТУ им. Н. Э. Баумана:
Месяцев через шесть, вызывает Д. С. Пельпор и предлагает мне новую тему диссертации по разработке гироблока с шарикоподшипниками системы „Роторейс“, которая использовалась в американской гироскопии в 60-е годы. Интересно, что закрытый первый патент, полученный Д. С. Пельпором и Е. Ф. Антиповым, в 1940 году, предвосхитил эту идею, которая состояла в том, что для подвеса гироузла применяются два шарикоподшипника с дополнительными средними кольцами (трехколечные шарикоподшипники). Средние кольца приводятся в противоположное направление вращения относительно друг друга. Возникает не сумма моментов сил трения, а разность возмущающих моментов, которая примерно на порядок меньше суммы моментов. При реверсированном движении колец уменьшение происходит ещё на порядок, так как интегральное значение моментов сил трения, воздействующих на гироскоп, пропорционально половине разности „первой разности“ моментов.
С началом войны Д. С. Пельпор был назначен инженером-конструктором на объект НИИ-12 Фронтовые авиаремонтные мастерские НКАП (в 1942 г. преобразованы в завод № 133 НКАП). 6 марта 1943 г. вернулся на работу в НИСО заместителем начальника лаборатории № 4, где одновременно руководил отделом гироскопических приборов. Затем работал начальником и научным руководителем лаборатории автоматики конструкторского отдела. Во время Великой Отечественной войны им были сделаны ряд важнейших научных исследований и технических разработок, связанных с потребностями фронта. Например, исследование колебаний тросов аэростатов и разработка автомата защиты аэростатов заграждения от улёта и последующих аварий и его внедрение в серийное производство в 1943 году; разработка методики измерения истинной воздушной скорости на самолёте, создание приемника воздушных давлений и его размещение на самолётах, внедрение его в серийное производство и эксплуатацию в 1944 году на все боевые самолёты военного времени, существенно повысивших точность бомбометания и навигации (вместе с В. А. Масленниковым).
В 1945 г. Д. С. Пельпор был командирован в Германию, где входил в состав комиссии Министерства авиационной промышленности под руководством начальника НИСО генерал-майора Н. И. Петрова. За работы, выполненные в НИСО МАП в годы войны, награждён медалью «За доблестный труд в Великой Отечественной войне 1941—1945 гг.».
В первые послевоенные годы Д. С. Пельпором был выполнен ряд оригинальных научно-исследовательских работ по исследованию динамики системы «летательный аппарат — автопилот». Проведен цикл больших по объёму и содержанию теоретических, лабораторных и летных исследований, связанных с разработкой и внедрением авиационных гировертикалей, гиромагнитных компасов, гирополукомпасов, демпфирующих гироскопов, специальных систем ориентации, навигации и стабилизации летательных аппаратов.
Под его научным руководством и при непосредственном участии в нескольких авиационных конструкторских бюро была выполнена большая научно-исследовательская работа по созданию автоматической комплексной системы автономной навигации и управления самолётом. В составе этой аппаратуры один из важнейших приборов — прецизионный указатель ортодромии (гирополукомпас ГПК-52), значительно повысивший безопасность полетов (особенно в полярных широтах) был принят в 1952 году к серийному производству и на снабжение ВВС и долгое время эксплуатировался на самолётах военной и гражданской авиации.
В 1947 г. Дмитрий Сергеевич защитил диссертацию в ВВА им. Н. Е. Жуковского с присвоением ученой степени кандидата технических наук. 28 июня 1948 г. освобожден от работы в НИСО и направлен в созданное в 1947 году Специальное бюро № 1 (впоследствии КБ № 1, МКБ «Стрела», ЦКБ «Алмаз»). В середине 1950-х годов назначен заместителем главного конструктора ЦКБ «Алмаз» — Петра Михайловича Кириллова, Героя Социалистического Труда, Лауреата Сталинских премии, участника Великой Отечественной войны, человека с широким стратегическим инженерным мышлением. На предприятии, являвшимся флагманом советского ВПК, Д. С. Пельпор принимал участие в создании бортовой аппаратуры управляемого ракетного оружия.
Д. С. Пельпору принадлежит приоритет в разработке теории прецизионного указателя направления ортодромии, прецизионной гировертикали с интегральной коррекцией, ориентированной в азимуте по свободному гироскопу. Ему принадлежит приоритет раскрытия причин собственной скорости прецессии гироскопа в кардановом подвесе и пространственных гиростабилизаторов при качке и вибрации объекта, возникающей под влиянием инерции рам карданова подвеса. Им установлены закономерности скорости прецессии, возникающей вследствие динамической несбалансированности ротора гироскопа, а также собственной скорости прецессии гироскопа, возникающей при сближении оси ротора карданова подвеса и собственной скорости прецессии, возникающей при воздействии разгрузочного двигателя и моментов в опорах оси наружной рамы карданова подвеса одноосного гиростабилизатора на качающемся основании и т. д.
С 1963 по 1978 г. он совмещал работу в промышленности, в должности научного руководителя ЦКБ «Алмаз» (сейчас ПАО "НПО «Алмаз» имени академика А. А. Расплетина), с педагогической и научно-технической деятельностью.
В 1970-х годах в США приступили к созданию динамически настраиваемого гироскопа (ДНГ). В СССР ряду предприятий, в том числе ЦКБ «Алмаз» поручили разработку собственного ДНГ. Центральное конструкторское бюро «Алмаз» совместно с кафедрой «Гироскопические приборы» МВТУ им. Н. Э. Баумана, которой руководил Дмитрий Сергеевич, занялось теоретическими вопросами. Первые работы по этой теме были сделаны Пельпором Д. С. и Бромбергом П. В. (на тот момент сотрудники НИСО) ещё в конце 1940-х. В них рассматривалась механика ДНГ, были найдены условия динамической настройки и устойчивости, а также приближенные расчеты скорости дрейфа ДНГ. Образованная научно-исследовательская группа блестяще решила все вопросы связанные с теоретическими вопросами проектирования и разработала методику экспериментального исследования ДНГ.
В 1954 г. Дмитрий Сергеевич стал доктором технических наук, а в 1955 г. ему было присвоено ученое звание профессора. В 1947—1948 гг. читал лекции в Московском авиационном институте им. Серго Орджоникидзе. В 1949—1952 и 1955—1963 гг. по совместительству являлся старшим преподавателем, доцентом, профессором МВТУ им. Н. Э. Баумана (с 1952 по 1955 г. — на основной работе). С 1962 по 1988 г. Д. С. Пельпор работал штатным профессором, заведующим кафедрой П-4 «Гироскопические приборы и системы» факультета «Приборостроение» МВТУ имени Н. Э. Баумана (с 1962 по 1986 гг.). Под его руководством на Кафедре были созданы три специализации в области технических приложений: «Гироскопические приборы и гиростабилизаторы», «Гироскопические системы автоматической стабилизации летательных аппаратов», «Инерциальные системы навигации». Им были разработаны специальные курсы по системам автоматического управления самолётом и гироскопическим приборам и системам.
Монографии, учебники и учебные пособия Д. С. Пельпора послужили базой при создании инженерной научной школы по подготовке специалистов в области разработки гироскопических приборов и систем ориентации, навигации и управления летательными аппаратами, а также научно-технической основой специальных дисциплин и типовых союзных учебных программ для подготовки инженеров и научных работников соответствующей специальности в вузах страны. Учебные пособия Д. С. Пельпора в течение многих лет являлись основными при изучении ряда специальных дисциплин в вузах и техникумах: «Авиационные гироскопические приборы и автопилоты», «Теория гироскопических приборов и систем ориентации», «Элементы гироскопических приборов и систем».
Д. С. Пельпор — один из крупнейших ученых в области теории, исследований и разработки гироскопических приборов и систем ориентации, навигации, стабилизации и управления летательными аппаратами. По сути Дмитрия Сергеевича можно считать основателем советской гироскопии. Его научная деятельность была тесно связана с решением актуальных научно-технических проблем, которые возникали из практической потребности в связи с развитием авиационной, ракетной и космической техники. Дмитрий Сергеевич имел огромный авторитет в промышленности. Все его работы использовались научно-исследовательскими институтами и конструкторскими бюро, занимавшимися созданием авиационной и ракетно-космической техники. Дмитрий Сергеевич Пельпор являлся не только крупным теоретиком гироскопических систем, но и разработчиком приборов. Он автор 20 изобретений, а также автор и соавтор более 80 научно-технических отчетов по опытно-конструкторским разработкам гироскопических приборов и систем, выполненных как в НИСО, так и в других ведущих НИИ и ОКБ страны и внедренных в серийное производство.
В течение многих лет Д. С. Пельпор являлся членом секции приборостроения при Комитете по Ленинским и Государственным премиям Совмина СССР и одним из экспертов Высшей аттестационной комиссии СССР по спецтехнике. Он периодически принимал участие в работе Военно-промышленного комитета при Совете Министров СССР по оценке технических решений, являлся членом и Председателем ряда Ученых советов и комиссий Минвуза СССР, Академии наук СССР, предприятий-разработчиков авиационной и ракетно-космической техники.
За успешную работу по созданию новой техники, большой вклад в подготовку научных и инженерных кадров, награждён двумя орденами Трудового Красного Знамени и многими медалями СССР. За значительный вклад в развитие теории гиростабилизаторов, работающих при интенсивных механических воздействиях, в 1976 г. Д. С. Пельпор был удостоен Государственной премии СССР. Ему было присвоено почетное звание «Заслуженный Деятель науки и техники РСФСР».
Ушел из жизни 30 августа 1996 года. Похоронен на Миусском кладбище г. Москвы.

## Научные труды
- Пельпор Д. С., Колосов Ю. А., Рахтеенко Е. Р. Расчет и проектирование гироскопических стабилизаторов. — М.: Машиностроение, 1972. — 216 с.
- Пельпор Д. С., Осокин Ю. А., Рахтеенко Е. Р. Гироскопические приборы систем ориентации и стабилизации. — М.: Машиностроение, 1977. — 208 с.
- Прикладная гидродинамика поплавковых приборов:[Сб. статей] / Под ред. Д. С. Пельпора. — 2-е изд. — М.: МВТУ, 1982.
- Пельпор Д. С. Гироскопические системы ориентации и стабилизации. — М.: Машиностроение, 1982. — 165 с.
- Динамически настраиваемые гироскопы: теория и конструкция / Д. С. Пельпор, В. А. Матвеев, В. Д. Арсеньев. — М. : Машиностроение, 1988. ISBN 5-217-00071-6 (в пер.)
- Пельпор Д.С. Гироскопические системы. — 2-е изд. — М.: Высш. шк., 1988. — 424 с.